# Huai'an Lianshui Airport
Huai'an Lianshui Airport (kinesiska: 淮安涟水机场) är en flygplats i Kina. Den ligger i provinsen Jiangsu, i den östra delen av landet, omkring 190 kilometer norr om provinshuvudstaden Nanjing. Huai'an Lianshui Airport ligger 7 meter över havet.
Runt Huai'an Lianshui Airport är det tätbefolkat, med 790 invånare per kvadratkilometer. Trakten runt Huai'an Lianshui Airport består till största delen av jordbruksmark.
Genomsnittlig årsnederbörd är 1 080 millimeter. Den regnigaste månaden är juli, med i genomsnitt 229 mm nederbörd, och den torraste är januari, med 19 mm nederbörd.